# Asaba
Asaba (igbo: Àhàbà) és la capital de l'Estat del Delta, de Nigèria. Segons el cens de 2006 té una població estimada de 149.603 habitants.

## Geografia
La ciutat d'Asaba, és la capital de l'estat del Delta i està situada estratègicament en un cim a la riba occidental del riu Níger. Està en un lloc que connecta l'est, l'oest i el nord del país a través del riu.
Asaba està a uns 6 graus al nord de l'equador i a la mateixa distància a l'est del meridià. La ciutat té una superfície de 300 quilòmetres quadrats i gaudeix d'un clima tropical.

## Demografia i etnologia
La majoria de la població d'Asaba són aniomes (igbos), itsekiris, urhobos, isokos, ijaws, hauses i iorubes.

## Història
Asaba havia estat la capital del Protectorat de Nigèria Meridional. Va ser fundada el 1884. Fou la seu de la Royal Niger Company, mitjançant la qual els britànics van estimular el comerç i l'exportació de béns cap Anglaterra.
Maryam Babangida, dona del General Ibrahim Babangida, cap d'estat de Nigèria entre el 1985 i el 1993 era filla de la ciutat.

### Massacre d'Asaba
Les massacres d'Asaba van succeir el 7 d'octubre de 1967 durant la Guerra de Biafra. En aquestes, les tropes federals nigerianes van provocar la mort de més de 700 homes i nens civils a la ciutat d'Asaba. La majoria dels cossos van ser enterrats en fosses comunes sense les cerimònies fúnebres. Les tropes federals nigerianes van ocupar la ciutat durant diversos mesos i la van destruir.